# Кривошеев, Кирилл Сергеевич
Кирилл Сергеевич Кривошеев (род. 6 мая 1993, Ростов-на-Дону) — российский журналист, специалист по постсоветскому пространству, бывший сотрудник издания «Коммерсантъ», автор Фонда Карнеги.

## Биография
Родился 6 мая 1993 года в Ростове-на-Дону в семье преподавателя физики и инженера.
В 2010—2015 годах учился на факультете филологии и журналистики Южного федерального университета (ЮФУ). Обучался журналистике у Ярославы Таньковой из «Комсомольской правды».
Во время учёбы в ЮФУ работал в региональной вкладке «Аргументов недели» и в «Московском комсомольце-на-Дону», а также снял несколько сюжетов для украинского телеканала «Интер».
Позднее обучался в Академии журналистики «Коммерсантъ», после чего 7 лет работал в издании «Коммерсантъ», являлся корреспондентом отдела внешней политики.
Является специалистом по постсоветскому пространству и автором Фонда Карнеги за международный мир. Пишет для изданий «Forbes Россия», «Холод», The Moscow Times и армянского Aliq Media.
В марте 2021 года Кривошеева задерживали в Минске при освещении протестных акций.